# Cayey (Cayey)
Cayey es un barrio-pueblo ubicado en el municipio de Cayey en el estado libre asociado de Puerto Rico. En el Censo de 2010 tenía una población de 15.298 habitantes y una densidad poblacional de 2.408,89 personas por km².

## Geografía
Cayey se encuentra ubicado en las coordenadas 18°6′53″N 66°9′44″O / 18.11472, -66.16222. Según la Oficina del Censo de los Estados Unidos, Cayey tiene una superficie total de 6.35 km², de la cual 6.35 km² corresponden a tierra firme y (0.04%) 0 km² es agua.

## Demografía
Según el censo de 2010, había 15298 personas residiendo en Cayey. La densidad de población era de 2.408,89 hab./km². De los 15298 habitantes, Cayey estaba compuesto por el 79.12% blancos, el 9.05% eran afroamericanos, el 0.2% eran amerindios, el 0.17% eran asiáticos, el 0.02% eran isleños del Pacífico, el 8.62% eran de otras razas y el 2.81% pertenecían a dos o más razas. Del total de la población el 99.39% eran hispanos o latinos de cualquier raza.